# ماکسموو (استان اشوی‌داشکسیه)
ماکسموو (به لهستانی: Maksymów) یک منطقهٔ مسکونی در لهستان است که در گمینا تارووو واقع شده‌است. ماکسموو ۸۰ نفر جمعیت دارد.